# Erioptera simulans
Erioptera simulans är en tvåvingeart som beskrevs av Alexander 1926. Erioptera simulans ingår i släktet Erioptera och familjen småharkrankar. Inga underarter finns listade i Catalogue of Life.